# Lucien Meys
Pour les articles homonymes, voir Meys.
Lucien Meys, né le 22 décembre 1936 à Montignies-sur-Sambre (province de Hainaut) et mort en 2004 en Belgique, est un auteur et dessinateur belge francophone de bande dessinée et d'illustrations, connu principalement pour avoir été l'assistant de Dino Attanasio, pour lequel il a écrit de nombreux scénarios de Modeste et Pompon, et pour avoir écrit pour William Vance les deux épisodes de la série Rodric.

## Biographie
Lucien Meys naît le 22 décembre 1936 à Montignies-sur-Sambre,. En 1954, après des études à l'Académie des beaux-arts de Bruxelles, Lucien Meys entre, à l'âge de 18 ans, au sein du studio des éditions Marabout en qualité d'illustrateur.
Jusqu'en 1976, au studio des éditions Marabout, il illustre de nombreux fascicules et signe notamment les illustrations du no 1 au no 388 de la collection « Marabout Flash », une série de livres-conseils sur la vie quotidienne.
Parallèlement, il devient l'assistant du dessinateur Dino Attanasio, tout d'abord dans Line puis dans le Journal de Tintin.
En 1954, il écrit le scénario de On a volé Valentine pour Dino Attanasio, prépublié dans Line et qui raconte les aventures d'une famille écureuil, l'album paraît chez Hibou en 2012.
À partir de 1960, il écrit des gags pour les séries Télescope et Archibald, Spaghetti et surtout Modeste et Pompon dont il scénarise tous les gags jusqu'en 1968 ; il réalise par ailleurs les crayonnés et participe aux décors de ces séries ainsi que ceux de la série Bob Morane. Pour le Corriere dei Piccoli, il écrit le scénario de Colonnello Squilla de 1966 à 1967.
Meys écrit le scénario du gag no 173 en demi-planche de Gaston Lagaffe, sous le pseudonyme de Pti Lu pour Franquin qui le dessine dans Spirou no 1228 du 26 octobre 1961 et aussi le gag no 181 qui fait la couverture du no 1239 du 11 janvier 1962.
En 1961, alors que Dino Attanasio cherche un assistant pour l'aider sur la série Bob Morane, Lucien Meys lui propose le nom de William Vance, l'un de ses anciens amis de l'Académie des beaux-arts de Bruxelles, qui est alors engagé pour réaliser les crayonnés ainsi que la mise à l’encre des décors de l'épisode Le Collier de Civa.
En 1972, Lucien Meys propose à son ami William Vance le scénario d'une série western, Mongwy, dont un seul épisode, baptisé Les Vautours de la Sierra Mendoza de 45 planches, est réalisé par William Vance sur des crayonnés de son assistant, Felicisimo Coria, et publié entre novembre 1971 et avril 1972 dans le magazine Femmes d'Aujourd'hui. Cette histoire est reprise dans l'album Vance chez Gilbatar en 1994.
Après la fin de sa collaboration avec Dino Attanasio, il publie dans le Journal de Tintin divers récits dont il est l'auteur complet (scénario et dessin) : Balaphon et les autres (1970), Chroniques de l’heureux Zélu (1970-1971), une série de gags avec un vagabond poète et en 1973 Le Beau Pays d’Onironie, inspiré de Krazy Kat de George Herriman,, dans un genre délaissé après lui, qui met en scène, dans une sorte de paradis, un chat intellectuel, un escargot pacifique, un chien œnophile et un serpent complexé. Ce petit monde vit l'espace de 30 gags d'une à deux planches en 1973, l'album paraît chez Forma in Quarto en 1992. En outre et pour le même journal, il publie trois courts récits Le Nerf de la paix (2 planches en 1969), Une nuit sur la planète bleue (3 planches en 1970) et Noël marginal (5 planches en 1973).
En 1973, il propose encore à William Vance le scénario de la série Rodric, se déroulant au temps des Croisades, dont deux épisodes sont réalisés, publiés au cours de l'année 1973 toujours dans Femmes d'Aujourd'hui, les albums sont publiés en noir et blanc sous le titre Roderic chez Bédéscope en 1979.
En 1978 et 1979, il publie dans le Journal de Tintin quelques pages d'une nouvelle série, Orphylon, avec Endry et Lowenthal. En 1982, il signe un article Faussaires and Co dans Pilote.
Par la suite, il s'éloigne du monde de la bande dessinée et se consacre au pastel, ses œuvres étant particulièrement appréciées au Japon. Comme peintre, il expose régulièrement à partir de 1966.
À partir de 1993, il enseigne, l'illustration, la bande dessinée et l'art de la fresque à Saint-Omer et à Maubeuge.

## Publications

### Albums
- Rodric (scénario) avec William Vance (dessin)[25],[28] :

1. Amathéa, Bédéscope, coll. « Bédéscope » no 16, 38 planches, noir et blanc, couverture souple, 1er trimestre 1979
2. Le Vieux de la montagne, Bédéscope, coll. « Bédéscope » no 17, 39 planches, noir et blanc, couverture souple, 1er trimestre 1979
3. Tout Vance 7, Dargaud, reprise des tomes 1 et 2 sous forme d'intégrale, édition cartonnée, nouvelle mise en couleur de Petra, juin 2001  (ISBN 2-87129-397-X)

- On a volé Valentine (scénario) avec Dino Attanasio (dessin), Hibou, 44 planches, couverture souple, tirage limité à 400 ex., 28 juin 2012 (DL 05/2012),  (ISBN 2-87453-044-1)[6]
- Spaghetti (scénario et crayonnés), avec Dino Attanasio (dessin) :

1. Spaghetti à toutes les sauces, Rossel, 45 planches, couverture souple, 1975 (DL 09/1975)  (ISBN 2-215-00077-5)[29]
2. Y'a des os dans le spaghetti, Fleurus, 48 planches, couverture souple, 1975 (DL 10/1975)  (ISBN 2-215-00076-7)[30]

- Int. 6. Intégrale 6[31], Le Lombard, Bruxelles, 6 avril 2012
Scénario : Dino Attanasio, Roger Francel, Meys Lucien, Yves Duval - Dessin : Dino Attanasio - Couleurs : quadrichromie -  (ISBN 978-2-8036-2782-0),contient : Spaghetti et le cavernicole.
- Modeste et Pompon (scénario et participation aux crayonnés et aux décors), avec Dino Attanasio (dessin)[32],[9] :

1. Ha!ha!ha!ha!ha!, Dargaud, format à l'italienne, couverture souple, 1964 (DL 07/1964), réédition augmentée de 16 planches supplémentaires, couverture souple, Loup - Hibou, tirage limité à 1 000 ex. + tirage de tête limité à 125 ex. numérotés et signés avec sérigraphie, 1999
2. Les Mésaventures de Modeste et Pompon 1, Magic Strip, couverture souple, 1980 (DL 01/1980)
3. Les Mésaventures de Modeste et Pompon 2, Magic Strip, couverture souple, 1980 (DL 01/1980)
4. Les Mésaventures de Modeste et Pompon 3, Magic Strip, couverture souple, 1980 (DL 01/1980)
5. Les Mésaventures de Modeste et Pompon 4, Magic Strip, couverture souple, 1980 (DL 01/1980)
6. Les Mésaventures de Modeste et Pompon 5, Magic Strip, couverture souple, 1980 (DL 01/1980)
7. Plus vite Modeste !, Loup-Hibou, couverture souple, tirage limité à 1 500 ex. numérotés + tirage de tête, couverture cartonnée, limité à 250 ex. numérotés et signés avec sérigraphie numérotée et signée, 2000
8. Descend, Modeste !, Loup-Hibou, couverture souple, édition normale, 2000 + tirage de tête, couverture cartonnée, limité à 250 ex. numérotés et signés avec sérigraphie numérotée et signée, 2001
9. Et que ça saute, Modeste !, Loup-Hibou, couverture souple, édition normale + tirage de tête, couverture cartonnée, limité à 250 ex. numérotés et signés avec sérigraphie numérotée et signée, 2001
10. Modeste et Pompon[33], 2005, Loup-Hibou, coll. « Traits d'humour »  (ISBN 2-930283-82-3),couverture souple, édition limitée à 1 250 ex. numérotés et signés + tirage de tête, couverture cartonnée, limité à 175 ex. numérotés et signés avec sérigraphie numérotée et signée.

- Le Beau Pays d'Onironie[34], Préface : Paul Herman - Scénario et dessin : Lucien Meys, Forma in Quarto, grand format, 1992 (DL 01/1992)  (ISBN 2-87353-023-5),[23]contient : Un Noël marginal.

#### Collectifs
- 35 ans du journal Tintin - 35 ans d'humour[35], Le Lombard, Bruxelles, septembre 1981
Scénario et dessin : collectif dont Lucien Meys - Couleurs : quadrichromie,Participation : Balaphon et les autres, Les Chroniques de l'Heureux Zélu, Le Beau Pays d'Onironie.
- L'Agenda du Journal Tintin 1984[36], Le Lombard, Bruxelles, 1983
Scénario et dessin : collectif dont Lucien Meys - Couleurs : quadrichromie -  (ISBN 2-8036-0421-3),Participation : Les Chroniques de l'Heureux Zélu (gag no 5).

### Périodiques

#### Line
- On a volé Valentine, avec Dino Attanasio (dessin), 44 planches, Line, 1954

#### Le Journal de Tintin
- Télescope et Archibald (scénario et crayonnés), avec Dino Attanasio (dessin) : 1 gag, 1960
- Modeste et Pompon (scénario et crayonnés), avec Dino Attanasio (dessin) : 155 gags entre 1961 et 1968[37]
- Spaghetti (scénario et crayonnés), avec Dino Attanasio (dessin) : 5 gags entre 1963 et 1966[38].
- Balaphon et les autres : 2 gags, 1969[5]
- Chroniques de l’heureux Zélu, 1970 - 1971
- Le Beau Pays d’Onironie, 1973[22]
- Orphylon (scénario) avec Endry (dessin) et Lowenthal : 5 courts récits de 1978 à 1979[39].

#### Tintin Sélection
- Spaghetti et le cavernicole, Dessin : Dino Attanasio - Scénario : Lucien Meys, 12 planchettes dans Tintin Sélection no 1 du 4e trimestre 1968[5]
- Odilon et la couleur du temps, Scénario et dessin : Lucien Meys, 12 planchettes dans Tintin Sélection no 5 du 1er trimestre 1970[5]
- Chroniques de l'heureux Zélu, Scénario et dessin : Lucien Meys, (5 planches) dans Tintin Sélection no 7 du 2e trimestre 1970[5]
- Chroniques de l'heureux Zélu, Scénario et dessin : Lucien Meys, (6 planches) dans Tintin Sélection no 9 du 4e trimestre 1970[5]

#### Femmes d'Aujourd'hui
- Mongwy, Les Vautours de la sierra Mendoza, avec William Vance assisté de Felicisimo Coria (dessin), 45 planches, du no 1386 du 24 novembre 1971 au no 1408  du 19 avril 1972[17]
- Rodric, avec William Vance (dessin)[24] :

1. Amathéa (non titré), 30 planches, du no 1453 du 7 mars 1973 au no 1467 du 13 juin 1973
2. Le Vieux de la montagne, 48 planches, du no 1468 du 20 juin 1973 au no 1491 du 28 novembre 1973.

### Fascicules
- Marabout Flash, illustrations, du no 1 au no 388, éditions Marabout, 1959 - 1977[4].

### Collections publiques
2 œuvres de cet artiste sont conservées au Centre belge de la bande dessinée et font partie du patrimoine mobilier de la région Bruxelles-Capitale.